# 灊州
灊州，南北朝时北齐、北周设立的州。
北齐在今河南省遂平县、西平县一带设置灊州，下辖郡县不详。577年，北周灭北齐，沿置灊州。581年，隋朝受北周禅让，583年，废除灊州和洧州，与永州的義興县、城陽县、真陽县，息州的新息县、安陽县、白狗县、苞信县、長陵县、朗中县，一起合并入豫州，602年，豫州改称溱州，606年，溱州改称蔡州。607年，蔡州改称汝南郡。